# Campeonato Nacional de Padbol España 2014

El Campeonato Nacional de Padbol España 2014 fue la segunda edición del torneo. Participaron 18 parejas entre el 24 y 26 de octubre de 2014 en las instalaciones del Polideportivo Camilo Cano en La Nucía, Alicante. Los campeones fueron la pareja mallorquina compuesta por Juan Alberto Ramón y Juan Miguel Hernández, tras un 4-6, 6-0, 6-4 a los paisanos Barceló/Suau. Ambos se ganaron el derecho de clasificación a la Copa Mundial de Padbol 2014 que se disputó en La Nucía.

## Parejas participantes
18 parejas clasificaron al torneo provenientes de distintas regiones:
- Elche: A.Martínez/Nuñez; Macía/Sanz; Álvaro R.B/López
- Albacete: Ocaña/Palacios; Salazar/Prado; Robson/Iraizoqui
- Leganés: Robles/Góngora; Ruiz/Galicia
- Málaga: Criado/Maldonado; Checa/Villanúa
- Pamplona: Sant Andreu/Mercero
- Canarias: Santana/Almeida; Molina/Mateos
- León: Vila/Larrauri
- Mallorca: Ramón/Hernández; Barceló/Suau; Rondo/Miró; Martínez/Gutierrez

## Sede
La sede elegida para el torneo fue El Polideportivo Camilo Cano en La Nucía, Alicante.

## Formato
El torneo constó de 6 grupos de 3 parejas cada uno. Tras enfrentamientos entre ellos clasificaron a la siguiente ronda las 16 mejores parejas a un cuadro a simple eliminación desde Octavos hasta la Final.

## Resultados

### Final
| 26 de octubre de 2014 | Ramón/Hernández | 4-6 6-0 6-4 | Barceló/Suau | Polideportivo Camilo Cano, La Nucía |  |

### Posiciones
Estas son las posiciones finales del torneo
| Equipo | Equipo               | Región                             | Sede     |  |
| ------ | -------------------- | ---------------------------------- | -------- |  |
| 1      | Ramón Hernández      | Bandera de las Islas Baleares      | Mallorca |  |
| 2      | Barceló/Suau         | Bandera de las Islas Baleares      | Mallorca |  |
| 3      | J.Martínez/Gutierrez | Bandera de las Islas Baleares      | Mallorca |  |
| 4      | A.Martínez/Nuñez     | Bandera de la Comunidad Valenciana | Elche    |  |
| 5      | Macia/Sanz           | Bandera de la Comunidad Valenciana | Elche    |  |
| 6      | Ocaña/Palacios       | Bandera de Castilla-La Mancha      | Albacete |  |
| 7      | Rondo/Miró           | Bandera de las Islas Baleares      | Mallorca |  |
| 8      | Álvaro G.B/López     | Bandera de la Comunidad Valenciana | Elche    |  |